# Lei da queda dos corpos
A lei dos corpos em queda diz que todos os corpos caem com aceleração constante, uma vez que o efeito da aceleração gravitacional, ou seja, da gravidade em todos os corpos, à mesma altura, é igual. Esta lei só é observada no vácuo, pois como o tamanho e a forma geométrica dos corpos é diferente, no ar o corpo que oferece menos resistência atinge o solo primeiro.
Um exemplo frequentemente usado nos livros para exemplificar esta lei consiste em colocar num tubo em vácuo uma pedra e uma pena e observar que ambos caem à mesma velocidade.
Esta lei foi descoberta por Galileu Galilei, foi revistada por Isaac Newton e com Albert Einstein foi criada a Teoria Mecânica do Cosmo.
Galileu observou que uma esfera rolando por um plano inclinado percorria uma distância 4 vezes maior em 2 segundos do que em 1 segundo. Ele assim provou que a distância percorrida a partir do repouso variava com o quadrado do tempo.
Hoje em dia, muita gente conhece as leis da queda dos corpos e as acha naturais. Há quase quatro séculos, porém, os cientistas ficaram chocados quando Galileu declarou que o peso não deveria ter qualquer influência na velocidade de queda.
Dois mil anos antes, o filósofo grego Aristóteles tinha afirmado que uma pedra com o dobro do peso de outra cairia duas vezes mais depressa que esta última. Os outros professores da Universidade de Pisa, onde Galileu lecionava, mantinham que como Aristóteles era sábio e bom, ninguém devia duvidar dos seus ensinamentos.
Galileu insistiu calorosamente em que os homens deveriam acreditar no que viam. Segundo diz a anedota,  Galileu teria convencido os professores a acompanhar suas experiências, levando-os à torre inclinada de Pisa, local em que teria deixado cair uma grande pedra junto com outra pequena do balcão mais alto da torre, para que elas tocassem o chão ao mesmo tempo. Há, porém, boas razões teóricas e históricas para acreditar que esse suposto experimento de Galileu no campanário de Pisa não ocorreu. 

## Resumo
Velocidade média é a distância percorrida dividida pelo tempo, ou seja, é a variação do espaço total percorrido pela variação do tempo.
Aceleração é o acréscimo de velocidade dividido pelo tempo; é expressa em metros por segundo ao quadrado.
Quando um corpo se acelera a partir do repouso, a distância percorrida varia com o quadrado do tempo.
Para encontrar a distância percorrida por um corpo que se acelera a partir do repouso, determine a velocidade média e multiplique pelo tempo.
No vácuo quase todos os corpos caem com igual aceleração (9,8 metros por segundo ao quadrado). Um corpo partindo do repouso cai 4,9 metros no primeiro segundo.